# Un trapezio per Lisistrata
Un trapezio per Lisistrata è una commedia musicale del 1958 di Garinei e Giovannini. 
Rivisitazione di una commedia di Aristofane (nella quale il personaggio principale si chiama appunto Lisistrata) attualizzata inserendo elementi ironici su un problema assai importante all'epoca nella quale la commedia è stata proposta: siamo nel 1958 e la Guerra fredda tra le superpotenze tiene in sospeso il mondo intero.
Gli ateniesi rappresentano in maniera non troppo velata gli americani, gli spartani i russi.
Come ogni commedia greca che si rispetti ha uno dei suoi punti chiave nel coro che narra e cuce la vicenda cantando le  musiche di Gorni Kramer, rese famose dall'interpretazione del Quartetto Cetra.
Il punto focale della commedia verte sulla scelta anacronistica e coraggiosa di tutte le donne, guidate da Lisistrata, di combattere la guerra con uno sciopero. 
L'iniziativa si diffonde rapidamente anche oltre i confini della Grecia. 
Si tratta di uno sciopero che deve convincere i maschi a non fare più la guerra.
Le donne decidono di astenersi dai doveri coniugali finché non sia concordata una pace serena e duratura. La situazione coglie impreparati i mariti che via via nella vicenda si ritrovano impotenti e non riescono a trovare soluzione adeguata.
Lo spettacolo fu rappresentato al Teatro Sistina di Roma a partire dal settembre 1958. Facevano parte del cast Delia Scala, Nino Manfredi, Paolo Panelli, Mario Carotenuto, Ave Ninchi e il Quartetto Cetra.
Nel 1971 fu realizzato un adattamento televisivo della commedia, con il titolo Mai di sabato, signora Lisistrata, per la regia di Vito Molinari e l'interpretazione di Gino Bramieri, Milva, Paolo Panelli, Bice Valori, Aldo Giuffré, Gabriella Farinon e i Ricchi e Poveri: fu trasmesso sul Canale Nazionale in tre puntate, il sabato alle 21, dall'8 al 22 maggio.

## Canzoni

### Atto primo
- O genti di tutta la Grecia
- Concertato dei tre balconi
- Il trio dello sciopero
- La ronda del sabato sera
- Ognuno ha il suo raggio di sole
- Donna
- Numi...Numi... Numi
- Prendila con filosofia
- Questa è femminilità
- Femminilità
- Crumira

### Atto secondo
- La guerra di Troia
- Canzone della ginnastica
- Chissà
- Perdonali o grande Aristofane
- Ognuno ha il suo raggio di sole